# 高畠線
高畠線（日语：／）是一條曾經連接山形縣東置賜郡高畠町糠之目站（1991年改名為高畠站）至二井宿站之間，由山形交通營運的鐵路線。

## 概要
隨著高畠町周邊發展絲綢產業，為了運送工業製品而敷設此鐵路。在昭和時期，鐵路被電氣化。在第二次世界大戰前，於鐵路線上除了運送工業製品外，還會運送木材、乳製品、木炭和水果等貨物。
在戰後，由於貨車的發展，使運送貨物的交通工具由鐵路貨車轉移至貨車。最後使此鐵路線於1974年（昭和49年）全面廢除。

### 路線數據
截至1968年一刻
- 路線距離：糠之目至二井宿之間10.6公里
- 軌距：1067毫米
- 車站數目：9座
- 電氣化區間：全線（直流電）
  - 高畠變電所：回轉變流機（交流電一方445V，直流電一方600V）直流一方輸出功率200KW，1部常用，1部後備，製造所：富士電機[1]
- 雙線區間：沒有
- 閉塞方式：電話電報閉塞

## 運行概要
截至1937年12月的客運列車
班次數目：糠之目 - 高畠之間4個往返班次，糠之目 - 二井宿之間6個往返班次
所需時間：糠之目 - 高畠之間13-15分鐘，糠之目 - 二井宿之間39至47分鐘
截至1962年
糠之目 - 二井宿之間：下行12班，上行13班。糠之目 - 高畠之間：下行2班，上行4班。高畠 - 二井宿之間：下行2班，上行4班。
所需時間：糠之目 - 二井宿之間約30分鐘
截至1970年8月的客運列車
班次數目：16個往返班次（早上6時時段至晚上8時時段，每小時0-2班）
所需時間：全線13分鐘

## 歷史
- 1920年（大正9年）6月19日 批出鐵路許可狀予高畠鐵道（東置賜郡糠野目村至同郡二井宿村之間）[3]
- 1921年（大正10年）2月15日 高畠鐵道成立[4]
- 1922年（大正11年）3月16日 糠之目至高畠之間（5.2公里）啟用[5]
- 1924年（大正13年）8月31日 高畠至二井宿之間（10.4公里）啟用[6]
- 1929年（昭和4年）9月1日 全線電氣化[7]
- 1934年（昭和9年）8月30日 舉行高畠站站舍落成儀式[8]
- 1943年（昭和18年）10月1日 高畠鐵道、三山電氣鐵道與尾花澤鐵道合併為山形交通
- 1950年（昭和25年）12月1日 東高畠站啟用
- 1955年（昭和30年）8月1日 安久津站改名為八幡宮前站，駄子町站改名為蛭澤站
- 1966年（昭和41年）8月15日 受到發生水災影響，高畠至二井宿之間安排巴士代行服務
- 1968年（昭和43年）10月1日 高畠至二井宿之間被廢除
- 1974年（昭和49年）
  - 11月15日 路線最後一日營業
  - 11月17日 使用凸型電氣機車行走告別列車
  - 11月18日 全線被廢除

## 車輛
在廢線前擁有以下車輛：

### 電力機車

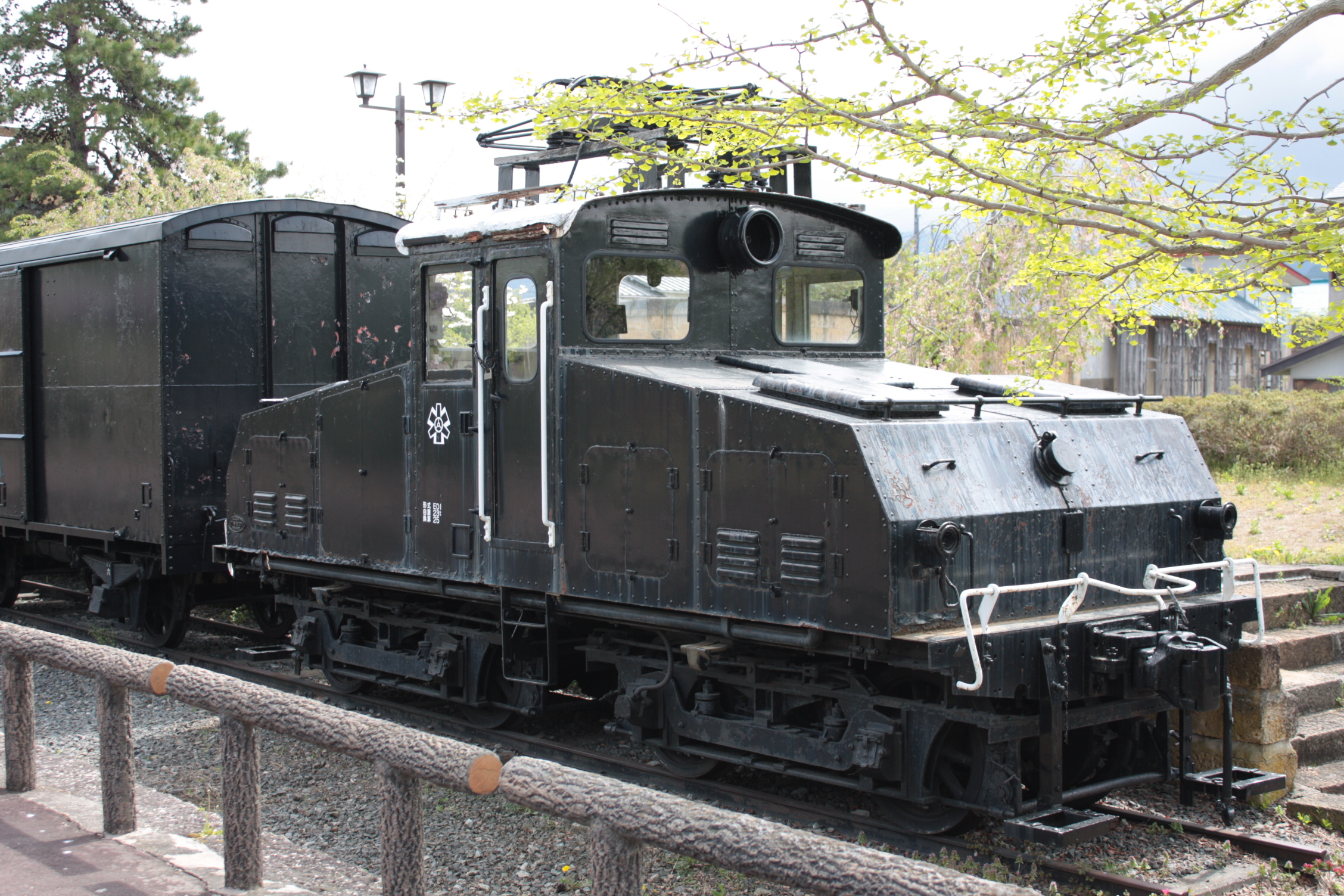
ED1
在高畠鐵道1929年電氣化時，引入了由川崎車輛製造的凸形電力機車Ki1。與東京橫濱電鐵DeKi1（東急DeKi3021）、伊勢電氣鐵道501·502（近鐵De1、2）大約屬同一型號。ED2在入線後變成後備機車。
ED2
前鳳來寺鐵道的機車。該機車是一架戰時收購機車和凸形電力機車。在1962年，隨著Zeeklite化學礦業高畠工場開啟作業，為了增強運輸能力，於1963年從近江鐵道購入機車。詳情參見豐川鐵道電機50形電力機車。

### 電動列車

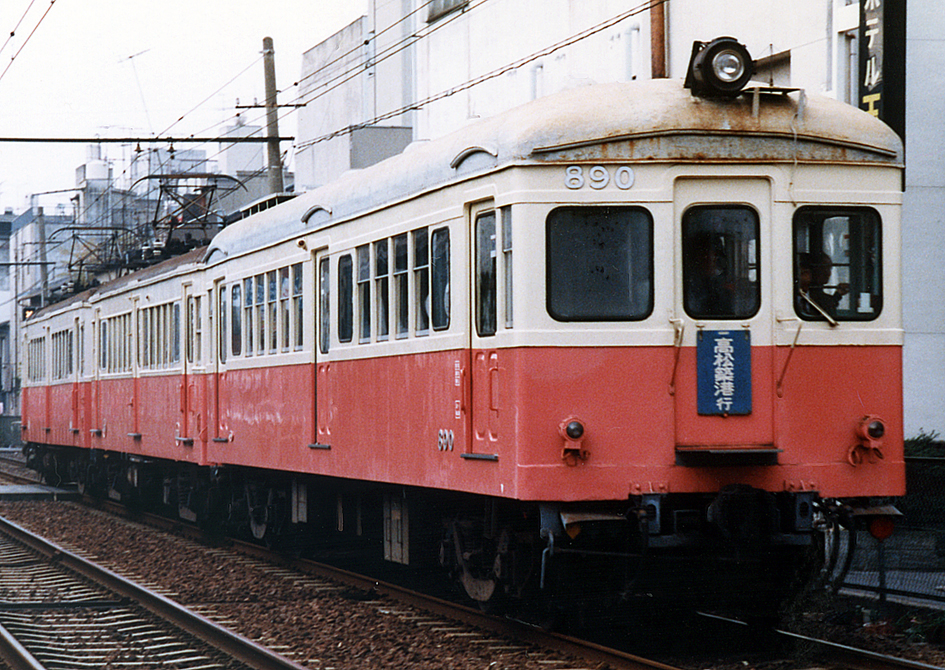
轉讓至高松琴平電氣鐵道後的MoHa4（琴電890形890）

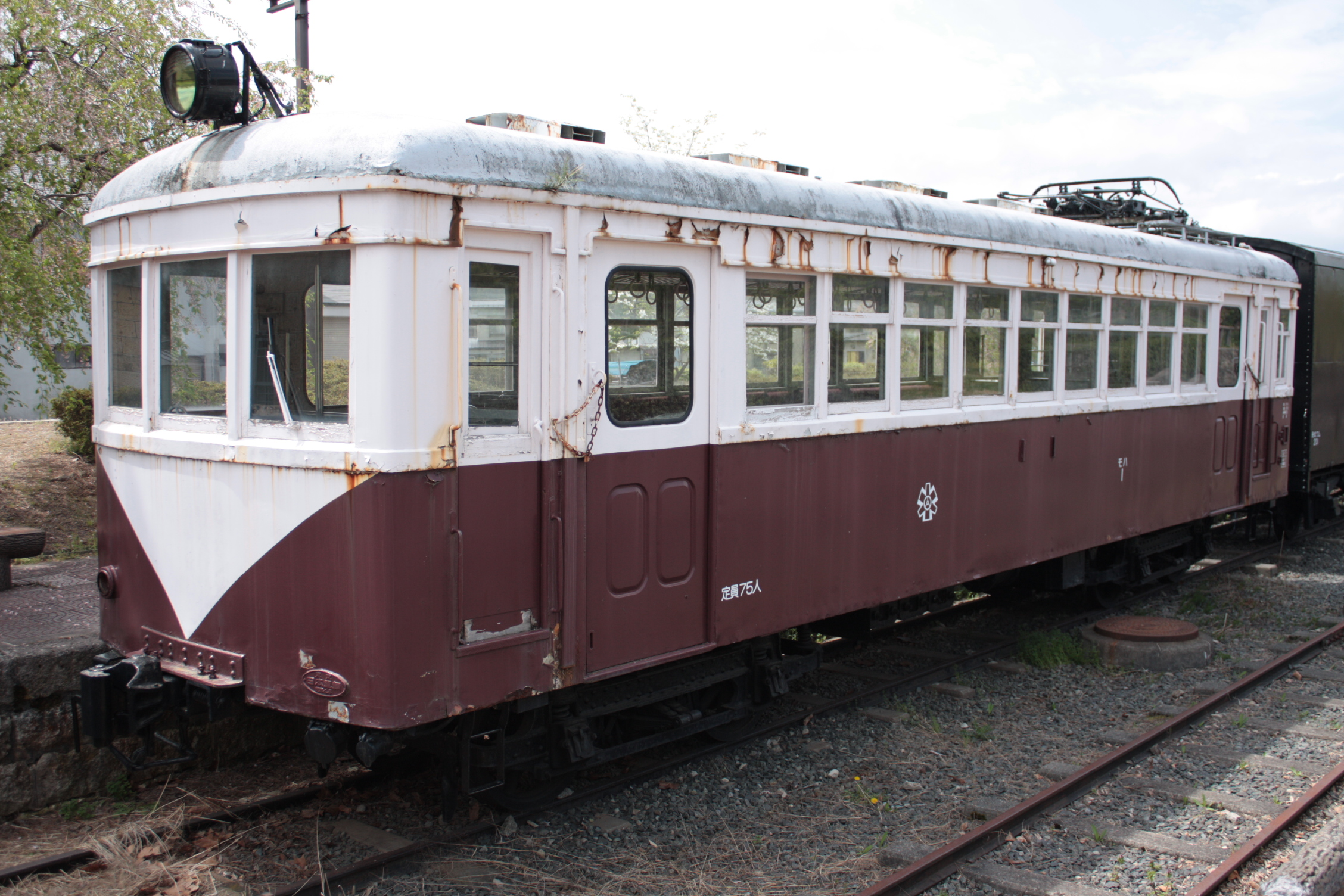
MoHa1
在電氣化之際引入原裝電動列車。該列車是由日本車輛製造製造的DeHaNi1。在1959年，經過在西武所澤車輛工場進行車輛翻新後，型號變為MoHa1。
MoHa2
作為MoHa1的增備車。於1933年引入由日本車輛製造製造的DeHaNi2。與MoHa1同樣，在1962年，經過在西武所澤車輛工場進行車輛翻新後，型號變為MoHa2。
MoHa3
前西武MoHa101形MoHa104。在1958年轉往此線服役。
MoHa4
前西武的川造形電動列車KiHa1156。經過西武所澤車輛工場進行改裝後，於1966年轉往此線服役。在廢線後轉往高松琴平電氣鐵道繼續服役。詳情參見「高松琴平電氣鐵道890形電動列車」
MoHa1
前近江鐵道KuHa22。與尾花澤線（→三山線）的HaFu4 (第2代) 屬同系車輛。在1968年轉往此線服役。

### 客車
HaFu3 (3代)
前西武的小型電動列車，與MoHa3屬同系車輛。在1970年尾花澤線廢除後轉往此線服役。但是實際上沒有真正服役。

### 貨車

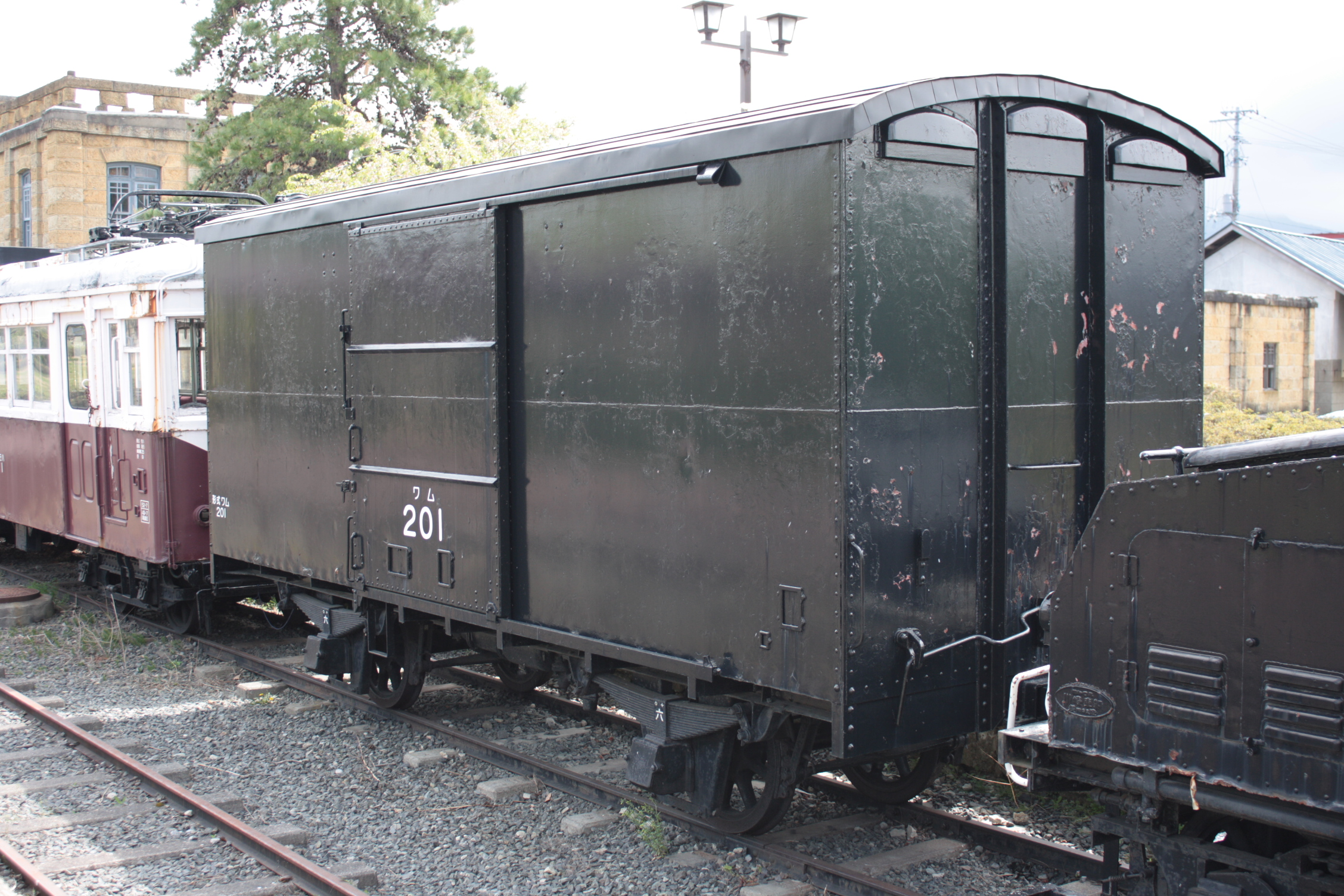
ワム201

WaMu201

## 車站列表
截至1968年
糠之目站 –  一本柳站 –  竹之森站 –  高畠站 –  東高畠站 –  八幡宮前站 –  蛭澤站 –  上駄子町站 –  二井宿站
高畠站站舍是使用了當地的名產高畠石建設，為一座石製建築物。而關於高畠石，可再細分至每個採石場，各個採石場出產的石材各有名稱。高畠站所使用的高畠石是原自瓜割採石場的瓜割石。站舍由第一代高畠站站長長島多吉設計。站舍外觀是赭色，看起來十分精美。
在高畠站設有連接工場的專用線（0.3公里）。該專用線當初連接片倉製糸紡績，後來工場結業後變為由Zeeklite化學礦業擁有

## 接續路線
- 糠之目站：奧羽本線

## 廢線遺址

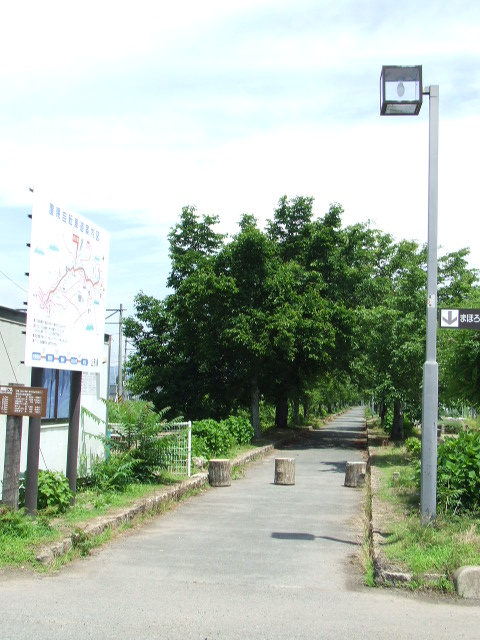
在JR高畠站（舊·糠之目站）前的「Mahoroba綠道」

（舊）高畠站站舍被保存下來。當鐵路線被廢除後，站舍被用作山交巴士高畠候車處。當替代巴士被町營運後，候車處被廢除。另外還保存了1架電動列車（MoHa1）、1架電力機車（ED1）和1架鐵路貨車。路線遺址變成了單車徑Mahoroba綠道，部分區間變成置賜單車道（米澤站 - 赤湯站）。

## 注腳
1. ↑  《電気事業要覧. 第25回 昭和9年3月》（國立國會圖書館數碼化收藏）
2. 1 2 3 4 5 6  《地方鉄道及軌道一覧. 昭和15年11月1日現在》（國立國會圖書館數碼化收藏）
3. ↑  「鉄道免許状下付」《官報》1920年6月21日（國立國會圖書館數碼化收藏）
4. ↑  『地方鉄道及軌道一覧 : 昭和10年4月1日現在』、《日本全国諸会社役員録. 第30回》（國立國會圖書館數碼化收藏）
5. ↑  「地方鉄道運輸開始」《官報》1922年3月24日（國立國會圖書館數碼化收藏）
6. ↑  「地方鉄道運輸開始」《官報》1924年9月5日（國立國會圖書館數碼化收藏）
7. ↑  《地方鉄道及軌道一覧 : 昭和10年4月1日現在》指出在8月31日實施電氣化
8. ↑  讀賣新聞昭和9年8月31日山形讀賣
9. ↑  關東私鐵同好會《鐵道迷》No.162
10. ↑  交通新聞2008年6月20日4面
11. ↑  《地方鉄道及軌道一覧 : 附・専用鉄道. 昭和10年4月1日現在》（國立國會圖書館數碼化收藏）
12. ↑  鈴木洋·若林宣山《山形交通高畠線·尾花澤線》NEKO PUBLISHING，2006年，11-12頁

## 外部連結
- 山形交通　高畠線 （页面存档备份，存于）（日語） - 現時路軌遺址的樣子
- 山形交通高畠線高畠站1973.8，存于 — 營運時的照片
- 主編輯敬白：山形交通高畠站跡的保存車輛。上 - 鐵道Hobidas（互聯網檔案館）
- 主編輯敬白：山形交通高畠站跡的保存車輛。下 - 鐵道Hobidas（互聯網檔案館）